# Kaugonys (przystanek kolejowy)
Kaugonys (ros. Каугонис) – przystanek kolejowy w pobliżu miejscowości Kaugonys, w rejonie elektreńskim, w okręgu wileńskim, na Litwie. Położony jest na linii Wilno – Kowno.
W pobliżu przystanku od szlaku odgałęzia się bocznica do elektrowni w Elektrenach.

## Historia
Przystanek powstał przed II wojną światową.